# Uwe Madeja
Uwe Madeja (Berlim, 6 de fevereiro de 1959) é um ex-velocista alemão na modalidade de canoagem.

## Carreira
Foi vencedor da medalha de prata em C-2 1000 metros em Moscovo 1980, junto com o seu colega de equipa Olaf Heukrodt.